# L'École des points vitaux
L'École des points vitaux è l'album di debutto del gruppo hip hop francese Sexion d'Assaut dopo vari street album e mixtape pubblicati. Il gruppo è composto da 8 MC's: Maître Gims, Lefa, Barack Adama, Maska, JR O Crom, Black M, Doomams e L.I.O. (Quest'ultimo compare solo in una traccia, la nona, Paname lève-toi).

## Tracce
1. Intro (En résumé) – 7:10 (Maska - JR O Crom - Lefa - Doomams - Adams - Maître Gims - Black M)
2. Casquette à l'envers – 4:43 (Black M - Lefa - Maître Gims - JR O Crom)
3. Mon gars sûr – 4:41 (Maître Gims - JR O Crom - Black M - Lefa - Adams)
4. L'école des points vitaux – 3:51 (Black M - JR O Crom - Maître Gims - Lefa - Doomams - Maska - Adams)
5. Ils appellent ça... – 5:00 (Maître Gims - Adams - Maska - Black M - Doomams)
6. Itinéraire d'un chômeur – 4:17 (Lefa - Black M - JR O Crom)
7. La drogue te donne des ailes – 5:04 (Maska - Maître Gims - Black M)
8. Tu l'as fait pour elle – 4:07 (Maître Gims - Lefa - Adams - Black M - Klem)
9. Paname lève-toi – 4:13 (Lefa - Maître Gims - Doomams - L.I.O - JR O Crom)
10. Tel père tel fils – 4:33 (Adams - Black M - Lefa)
11. Rien n't'appartient – 5:24 (Adams - Maître Gims - Maska - Klem)
12. Changement d'ambiance – 5:01 (Maître Gims - Adams - Lefa - JR O Crom)
13. J'ai pas les loves – 5:36 (Doomams - Maître Gims - Adams - Lefa - Black M)
14. Ça chuchote – 3:42 (Maître Gims - JR O Crom - Adams - Lefa - Black M)
15. Wati by Night (feat. Dry) – 4:08 (Black M - Maître Gims - Dry - Lefa)
16. Désolé – 3:24 (Maître Gims - Adams - Lefa - Black M)

Durata totale: 74:54